# Marchosias

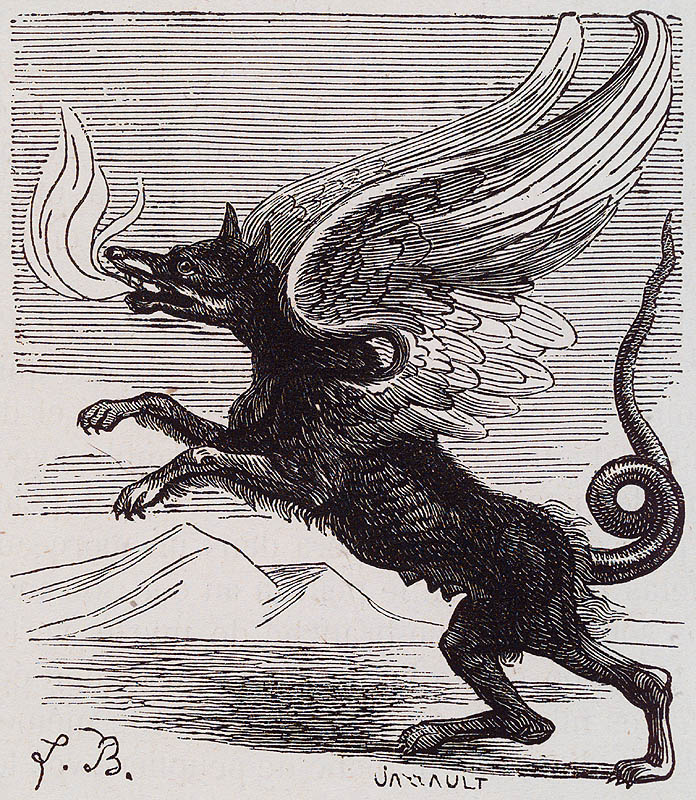
Marchosias aparece como un lobo quimérico escupiendo fuego con alas de grifo y cola de serpiente.

En demonología, Marchosias es un poderoso Gran Marqués del Infierno, que comanda treinta legiones de demonios. Es un fuerte y excelente luchador y muy fiel al mago dándole respuestas certeras a todas las preguntas. Marchosias esperó durante 1.200 años volver al cielo con los ángeles no-caídos, pero le engañaron.
Se muestra como un lobo con forma de hombre, alas de grifo y cola de serpiente, que bajo petición acepta transformase en un hombre.
El nombre Marchosias viene del latín 'marchio', marqués.
Otros nombres: Marchocias.